# Герндон (Канзас)
Герндон (англ. Herndon) — місто (англ. city) в США, в окрузі Ролінс штату Канзас. Населення — 119 осіб (2020).

## Географія
Герндон розташований за координатами 39°54′32″ пн. ш. 100°47′10″ зх. д. / 39.90889° пн. ш. 100.78611° зх. д. (39.908787, -100.786007).  За даними Бюро перепису населення США в 2010 році місто мало площу 0,68 км², уся площа — суходіл.

## Демографія
Згідно з переписом 2010 року, у місті мешкало 129 осіб у 66 домогосподарствах у складі 33 родин. Густота населення становила 189 осіб/км².  Було 103 помешкання (151/км²).
Расовий склад населення:
| - 94,6 % — білих - 2,3 % — чорних або афроамериканців |

До двох чи більше рас належало 3,1 %. Частка іспаномовних становила 1,6 % від усіх жителів.
За віковим діапазоном населення розподілялося таким чином: 17,8 % — особи молодші 18 років, 56,6 % — особи у віці 18—64 років, 25,6 % — особи у віці 65 років та старші. Медіана віку мешканця становила 51,1 року. На 100 осіб жіночої статі у місті припадало 104,8 чоловіків;  на 100 жінок у віці від 18 років та старших — 100,0 чоловіків також старших 18 років.
Середній дохід на одне домашнє господарство  становив 42 041 долар США (медіана — 38 125), а середній дохід на одну сім'ю — 46 947 доларів (медіана — 56 250). За межею бідності перебувало 21,8 % осіб, у тому числі 24,0 % дітей у віці до 18 років та 10,5 % осіб у віці 65 років та старших.
Цивільне працевлаштоване населення становило 49 осіб. Основні галузі зайнятості: освіта, охорона здоров'я та соціальна допомога — 22,4 %, будівництво — 22,4 %, сільське господарство, лісництво, риболовля — 20,4 %.